# Jim Loscutoff
James „Jim“ Loscutoff, Jr. (* 2. Februar 1930 in San Francisco, Kalifornien; † 1. Dezember 2015) war ein US-amerikanischer Basketballspieler der Boston Celtics in der National Basketball Association. Als Defensivspezialist bekannt war der „Loscy“ genannte Loscutoff Stammspieler in jener Celtics-Mannschaft, die zwischen 1957 und 1964 sieben von acht möglichen NBA-Meisterschaften gewann.

## Karriere
Loscutoff wurde im Jahr 1955 von Celtics-Coach Red Auerbach gedraftet und spielte die Rolle des kleinen Flügelspielers. Während für die Punkte eher die wurfsicheren Aufbauspieler Bill Sharman, Bob Cousy und Sam Jones sowie der große Flügelspieler Tom Heinsohn verantwortlich waren, bildete Loscutoff mit dem defensivstarken Center Bill Russell das defensive Rückgrat des Teams. Wegen seiner harten Verteidigung erwarb sich Loscutoff bald den Spitznamen „Jungle Jim“.
Loscutoff wurde in den Jahren 1957 sowie 1959 bis 1964 siebenmal NBA-Meister. Neben seiner starken Verteidigung war Loscutoff auch der designierte „Beschützer“ des filigranen Spielmachers Cousy, den die Gegner mit harten Fouls aus dem Konzept bringen wollten. Er war auch für seine symbiotische Beziehung zu seinem Ersatzmann Frank Vernon Ramsey bekannt, dessen Stärken in der Offensive lagen: sobald Loscutoff seinen Gegenspieler mürbe machte, wechselte Coach Auerbach Ramsey ein, der gegen den nicht mehr frischen Kontrahenten oft einfache Punkte machte.
Obwohl Loscutoff in seiner Karriere eher wenig bemerkenswerte 6,2 Punkte und 5,6 Abpraller (Rebounds) pro Spiel erzielte, gilt er als einer der größten Celtics-Spieler aller Zeiten. Als er seine Karriere beendete, boten ihm die Celtics an, seine Nummer 18 nie mehr an einen anderen Celtic zu vergeben (jersey retirement). Doch Loscutoff lehnte dies ab, weil er „seine“ 18 ehren wollte, indem andere Spieler sie weitertrugen. In der Tat trug später Celtics-Superstar Dave Cowens das 18er-Trikot, das dann mit Cowens in Rente geschickt wurde. Doch die Celtics ehren Loscutoff, indem sie neben all den nie mehr vergebenen Trikots mit den jeweils zurückgezogenen Nummern (z. B. Cowens und seiner 18) eines mit der Aufschrift „LOSCY“ in der Celtics-Heimarena aufgehängt haben.